# Internazionali d'Italia 1968 - Singolare femminile
Il singolare femminile del torneo di tennis Internazionali d'Italia 1968, ha avuto come vincitrice Lesley Turner Bowrey che ha battuto in finale Margaret Smith Court con il punteggio di 2–6 6–2 6–3.

## Teste di serie
1. Lesley Turner Bowrey (Campionessa)
2. Margaret Smith Court (finale)
3. Kerry Melville (quarti di finale)
4. Virginia Wade (secondo turno)

1. Mary Ann Eisel (secondo turno)
2. Annette Van Zyl du Plooy (semifinali)
3. Kathy Harter (secondo turno)
4. Karen Krantzcke (quarti di finale)

## Tabellone

### Legenda
| - Q = Qualificato - WC = Wild card - LL = Lucky loser | - ALT = Alternate - SE = Special Exempt - PR = Protected Ranking | - w/o = Walkover - r = Ritirato - d = Squalificato |

### Fase finale
|  | Quarti di finale | Quarti di finale         | Quarti di finale         | Quarti di finale | Quarti di finale |  |  | Semifinali               | Semifinali               | Semifinali               | Semifinali           | Semifinali |   |   | Finale               | Finale               | Finale | Finale | Finale |  |
|  |                  |                          |                          |                  |                  |  |  |                          |                          |                          |                      |            |   |   |                      |                      |        |        |        |  |
|  | 1                | Lesley Turner Bowrey     | Lesley Turner Bowrey     | 9                | 7                |  |  |                          |                          |                          |                      |            |   |   |                      |                      |        |        |        |  |
|  | 8                | Karen Krantzcke          | Karen Krantzcke          | 7                | 5                |  |  | Lesley Turner Bowrey     | Lesley Turner Bowrey     | Lesley Turner Bowrey     | 6                    | 6          |   |   |                      |                      |        |        |        |  |
|  | Helen Gourlay    | Helen Gourlay            | Helen Gourlay            | 6                | 6                |  |  | Helen Gourlay            | Helen Gourlay            | Helen Gourlay            | 2                    | 2          |   |   |                      |                      |        |        |        |  |
|  | Gail Sherriff    | Gail Sherriff            | Gail Sherriff            | 2                | 1                |  |  |                          |                          |                          |                      |            |   |   | Lesley Turner Bowrey | Lesley Turner Bowrey | 2      | 6      | 6      |  |
|  | 6                | Annette Van Zyl du Plooy | Annette Van Zyl du Plooy | 9                | 6                |  |  |                          |                          | Margaret Smith Court     | Margaret Smith Court | 6          | 2 | 3 |                      |                      |        |        |        |  |
|  | 3                | Kerry Melville           | Kerry Melville           | 7                | 4                |  |  | Annette Van Zyl du Plooy | Annette Van Zyl du Plooy | Annette Van Zyl du Plooy | 3                    | 3          |   |   |                      |                      |        |        |        |  |
|  | 2                | Margaret Smith Court     | Margaret Smith Court     | 6                | 6                |  |  | Margaret Smith Court     | Margaret Smith Court     | Margaret Smith Court     | 6                    | 6          |   |   |                      |                      |        |        |        |  |
|  |                  | Pat Walkden              | Pat Walkden              | 3                | 0                |  |  |                          |                          |                          |                      |            |   |   |                      |                      |        |        |        |  |